# Jeanne d'Arc FC Bamako
Jeanne d'Arc FC Bamako is een Malinese voetbalclub uit de hoofdstad Bamako.
De club speelt in de hoogste divisie in het Malinese voetbal, de Malien Première Division en is eigendom van de voormalige aanhangers van de club Stade Malien.

## Erelijst
- Malinese Eerste Divisie: 2008